# Septième circonscription de l'Isère
La septième circonscription de l'Isère est l'une des 10 circonscriptions législatives que compte le département français de l'Isère (38), situé en région Auvergne-Rhône-Alpes.
Elle est représentée à l'Assemblée nationale, lors de la XVIe législature de la Cinquième République, par Yannick Neuder, député des Républicains.

## Description géographique et démographique

### Depuis 2010
La septième circonscription de l'Isère, dans sa forme actuelle, est créée par l'ordonnance n° 2009-935 du 29 juillet 2009, ratifiée par le Parlement français le 21 janvier 2010. Elle regroupe les divisions administratives suivantes :
- Canton de Beaurepaire
- Canton de La Côte-Saint-André
- Canton du Grand-Lemps
- Canton de Roussillon[1]
- Canton de Roybon
- Canton de Saint-Étienne-de-Saint-Geoirs
- Canton de Saint-Jean-de-Bournay
- Canton de Virieu.

## Historique des députations
| Législature | Début de mandat | Fin de mandat | Député              | Parti politique | Observations                                                                           |
| ----------- | --------------- | ------------- | ------------------- | --------------- | -------------------------------------------------------------------------------------- |
| XIVe        | 20 juin 2012    | 20 juin 2017  | Jean-Pierre Barbier | UMP             |                                                                                        |
| XVe         | 21 juin 2017    | 21 juin 2022  | Monique Limon       | LREM            |                                                                                        |
| XVIe        | 22 juin 2022    | 9 juin 2024   | Yannick Neuder      | LR              | Mandat écourté à la suite d'une dissolution parlementaire décidée par Emmanuel Macron. |
| XVIIe       | 8 juillet 2024  | En cours      | Yannick Neuder      | LR              |                                                                                        |

## Historique des élections

### Élections de 2012
| Candidat       | Candidat                | Parti          | Premier tour | Premier tour | Second tour | Second tour |  |
| Candidat       | Candidat                | Parti          | Voix         | %            | Voix        | %           |  |
| -------------- | ----------------------- | -------------- | ------------ | ------------ | ----------- | ----------- |  |
|                | Didier Rambaud          | PS (MRC)       | 18 087       | 34,83        | 24 327      | 49,38       |  |
|                | Jean-Pierre Barbier élu | UMP            | 17 853       | 34,38        | 24 942      | 50,62       |  |
|                | Robert Arlaud           | RBM (FN)       | 9 298        | 17,91        |             |             |  |
|                | Patrick Bédiat          | FG (PCF)       | 3 036        | 5,85         |             |             |  |
|                | Myriam Laidouni-Denis   | EÉLV           | 1 621        | 3,12         |             |             |  |
|                | Gilbert Carle           | CpF (MoDem)    | 608          | 1,17         |             |             |  |
|                | Bruno Lafeuille         | DLR            | 386          | 0,74         |             |             |  |
|                | Valérie Eynard          | AÉI            | 338          | 0,65         |             |             |  |
|                | Marie-Line Goidin       | PRV            | 300          | 0,58         |             |             |  |
|                | Bruno Perrodin          | LO             | 224          | 0,43         |             |             |  |
|                | Arlette Tardy           | NPA            | 171          | 0,33         |             |             |  |
|                |                         |                |              |              |             |             |  |
| Inscrits       | Inscrits                | Inscrits       | 87 613       | 100,00       | 87 620      | 100,00      |  |
| Abstentions    | Abstentions             | Abstentions    | 35 034       | 39,99        | 36 963      | 42,19       |  |
| Votants        | Votants                 | Votants        | 52 579       | 60,01        | 50 657      | 57,81       |  |
| Blancs et nuls | Blancs et nuls          | Blancs et nuls | 657          | 1,25         | 1 388       | 2,74        |  |
| Exprimés       | Exprimés                | Exprimés       | 51 922       | 98,75        | 49 269      | 97,26       |  |

### Élections de 2017
| Candidat    | Candidat         | Parti       | Premier tour | Premier tour | Second tour | Second tour |
| Candidat    | Candidat         | Parti       | Voix         | %            | Voix        | %           |
| ----------- | ---------------- | ----------- | ------------ | ------------ | ----------- | ----------- |
|             | Monique Limon    | REM         | 15 050       | 34,17        | 17 716      | 51,85       |
|             | Yannick Neuder   | LR          | 9 958        | 22,61        | 16 451      | 48,15       |
|             | Pierre Delacroix | FN          | 8 050        | 18,28        |             |             |
|             | Valérie Bono     | FI          | 5 760        | 13,08        |             |             |
|             | Nadine Reux      | EELV        | 1 847        | 4,19         |             |             |
|             | Zerrin Bataray   | PCF         | 1 487        | 3,38         |             |             |
|             | Nadine Nicolas   | DLF         | 1 158        | 2,63         |             |             |
|             | Bruno Perrodin   | LO          | 391          | 0,89         |             |             |
|             | Camélia Ghembaza | UPR         | 341          | 0,77         |             |             |
|             |                  |             |              |              |             |             |
| Inscrits    | Inscrits         | Inscrits    | 91 422       | 100,00       | 91 337      | 100,00      |
| Abstentions | Abstentions      | Abstentions | 46 352       | 50,70        | 52 767      | 57,77       |
| Votants     | Votants          | Votants     | 45 070       | 49,30        | 38 570      | 42,23       |
| Blancs      | Blancs           | Blancs      | 718          | 1,59         | 3 359       | 8,71        |
| Nuls        | Nuls             | Nuls        | 310          | 0,69         | 1 044       | 2,71        |
| Exprimés    | Exprimés         | Exprimés    | 44 042       | 97,72        | 34 167      | 88,58       |

### Élections de 2022
| Résultats des élections législatives des 12 et 19 juin 2022 de la 7e circonscription de l'Isère |                          |                          |                          |              |              |             |             |
| Candidat                                                                                        | Candidat                 | Parti et coalition       | Nuance                   | Premier tour | Premier tour | Second tour | Second tour |
| Candidat                                                                                        | Candidat                 | Parti et coalition       | Nuance                   | Voix         | %            | Voix        | %           |
|                                                                                                 | Yannick Neuder           | LR (UDC)                 | LR                       | 11 492       | 24,84        | 23 678      | 59,59       |
|                                                                                                 | Alexandre Moulin-Comte   | RN                       | RN                       | 10 935       | 23,63        | 16 055      | 40,41       |
|                                                                                                 | Dominique Dichard        | PCF (NUPES)              | NUP                      | 9 694        | 20,95        |             |             |
|                                                                                                 | Pascale Pruvost          | LREM                     | ENS                      | 9 155        | 19,79        |             |             |
|                                                                                                 | Hugo Gagnieu             | REC                      | REC                      | 1 879        | 4,06         |             |             |
|                                                                                                 | Estelle Meillier         | EAC                      | ECO                      | 1 239        | 2,68         |             |             |
|                                                                                                 | Paulette Roure           | LP (UPF)                 | DSV                      | 673          | 1,45         |             |             |
|                                                                                                 | Odile Gitton             | LMR                      | DIV                      | 649          | 1,40         |             |             |
|                                                                                                 | Bruno Perrodin           | LO                       | DXG                      | 446          | 0,96         |             |             |
|                                                                                                 | Pietro Roberto Lillo     | UDMF                     | DVG                      | 109          | 0,24         |             |             |
| Suffrages exprimés                                                                              | Suffrages exprimés       | Suffrages exprimés       | Suffrages exprimés       | 46 271       | 98,10        | 39 733      | 90,82       |
| Bulletins blancs                                                                                | Bulletins blancs         | Bulletins blancs         | Bulletins blancs         | 670          | 1,42         | 3 121       | 7,13        |
| Bulletins nuls                                                                                  | Bulletins nuls           | Bulletins nuls           | Bulletins nuls           | 227          | 0,48         | 897         | 2,05        |
| Total                                                                                           | Total                    | Total                    | Total                    | 47 168       | 100          | 43 751      | 100         |
| Abstention                                                                                      | Abstention               | Abstention               | Abstention               | 48 948       | 50,93        | 52 393      | 54,49       |
| Inscrits / participation                                                                        | Inscrits / participation | Inscrits / participation | Inscrits / participation | 96 116       | 49,07        | 96 144      | 45,51       |

### Élections de 2024
| Candidat                 | Candidat                 | Parti et coalition       | Nuances                  | Premier tour | Premier tour | Second tour | Second tour |
| Candidat                 | Candidat                 | Parti et coalition       | Nuances                  | Voix         | %            | Voix        | %           |
| ------------------------ | ------------------------ | ------------------------ | ------------------------ | ------------ | ------------ | ----------- | ----------- |
|                          | Benoît Auguste           | RN                       | RN                       | 28 531       | 42,10        | 30 623      | 45,67       |
|                          | Yannick Neuder réélu     | LR                       | LR                       | 18 678       | 27,56        | 36 434      | 54,33       |
|                          | Dominique Dichard        | PCF (NFP)                | UG                       | 13 427       | 19,81        | Retrait     | Retrait     |
|                          | Hélène Chesser           | RE (ENS)                 | ENS                      | 6 507        | 9,60         |             |             |
|                          | Bruno Perrodin           | LO                       | EXG                      | 630          | 0,93         |             |             |
|                          |                          |                          |                          |              |              |             |             |
| Votes valides            | Votes valides            | Votes valides            | Votes valides            | 67 773       | 97,95        | 67 057      | 96,57       |
| Votes blancs             | Votes blancs             | Votes blancs             | Votes blancs             | 1 033        | 1,49         | 1 825       | 2,63        |
| Votes nuls               | Votes nuls               | Votes nuls               | Votes nuls               | 387          | 0,56         | 560         | 0,81        |
| Total                    | Total                    | Total                    | Total                    | 69 193       | 100          | 69 442      | 100         |
| Abstention               | Abstention               | Abstention               | Abstention               | 27 807       | 28,67        | 27 582      | 28,43       |
| Inscrits / participation | Inscrits / participation | Inscrits / participation | Inscrits / participation | 97 000       | 71,33        | 97 024      | 71,57       |